# جوزيه دبليو. فرنانديز
جوزيه دبليو. فرنانديز (بالإنجليزية: Jose W. Fernandez)‏ هو محامي أمريكي، ولد في 1955 في سينفويغوس في كوبا.